# Elecciones generales de Papúa Nueva Guinea de 1977
Las elecciones generales se llevaron a cabo en Papúa Nueva Guinea el 18 de junio y 9 de julio de 1977, constituyendo los primeros comicios después de su independencia de Australia. El Partido Pangu obtuvo la victoria con 40 de los 109 escaños. La participación electoral fue de 60.3% del electorado. Solo tres mujeres fueron elegidas parlamentarias en esta elección.

## Resultados
| Partido Pangu                      | 35.0 | 40  |
| Partido por el Progreso del Pueblo | 15.0 | 20  |
| Partido Unido                      | 10.0 | 24  |
| Papua Besena                       | 5.0  | 6   |
| Partido País                       | 3.0  | 0   |
| Partido Nacional                   | 2.0  | 2   |
| Asociación Mataugan                |      | 3   |
| Lobby Bougainville                 |      | 2   |
| Independientes                     | 30.0 | 12  |
| Total                              | 100  | 109 |
| Fuente: Nohlen et al., IPU         |      |     |